# Гаврилов Володимир Якович
Гаврилов Володимир Якович (нар. 16 квітня 1908 — 30 березня 1992) — радянський військовий льотчик, Герой Радянського Союзу (1943).

## Біографія
Народився в селищі Північний Рудник (нині в межах міста Торецьк Донецької області в родині робітника. Після закінчення школи ФЗУ працював токарем.
У Червоній Армії з 1928 року. 1931 року закінчив військову збройно-технічну школу, в 1935 році — Борисоглібську військово-авіаційну школу льотчиків, а напередодні війни — заочно два курси Військово-повітряної інженерної академії. Брав участь у боях Другої Світової війни з червня 1941 року. Командир 804-го бомбардувального авіаційного полку 293-й бомбардувальної авіаційної дивізії 1-го бомбардувального авіаційного корпусу 3-ї повітряної армії Калінінського фронту, майор.
Після війни закінчив Військову академію Генштабу. Мешкав у Москві, працював викладачем Військово-політичної академії імені В. І. Леніна.

## Нагороди
- 1 травня 1943 року Володимир Гаврилов нагороджений медаллю Героя Радянського Союзу (медаль № 975).
- два ордени Леніна.
- три ордени Червоного Прапора.
- орден Суворова 3 ступеня.
- два ордени Вітчизняної війни 1-го ступеня.
- орден Червоної Зірки
- медалі.